# Leipzig (1929)
«Ле́йпциг» — легкий крейсер Кригсмарине часів Другої світової війни. Разом зі своїм однотипним крейсером «Нюрнбергом» являє собою розвиток крейсерів типу «К».
У бойовий склад німецьких ВМС протягом 1920-х років увійшли чотири легких крейсери. Три останніх, що являли собою тип «К», були серйозним успіхом як в області власних ТТХ, що ставили їх на передові позиції у своєму класі, так і в області технологічності їхньої будівлі. 1928 року німецький конструктор Блешчмідт отримав завдання на проєктування чергового легкого крейсера для німецького флоту. Новий проєкт крейсерів отримав умовне позначення «тип Е».

## Конструкція
За основу проєкту були взяті попередники — крейсера типу «К». До числа найістотніших відмінностей належали: зведення димарів котлів в одну трубу, розташування кормових веж ГК в діаметральній площині (на відміну від розташування уступом на типі «К»). Конструкцію корпусу підсилили, застосували були, скріплювали броньовий пояс, і бульбоподібну носову край. Пояс з нахилом 18° назовні мав товщину 50 мм в середній частині, 20 мм в носі і 35 мм в кормі. Товщину броньової палуби в місці стику з нижньою крайкою пояса збільшили з 20 до 25 мм, до бортів палуба закруглялася у вигляді дуги.

## Служба

### Передвоєнні роки
Корабель під позначенням Kreuzer «E» («Ersatz Amasone» — заміна крейсера «Амазон») був закладений на Військово-морської корабельні в Вільгельмсхафені 16 квітня (за іншими даними, 14 квітня) 1928. 18 жовтня 1929 (в чергову річницю «Битви Народів» з Наполеоном в 1815 біля Лейпцига), крейсер спустили на воду і назвали «Лейпцигом».
8 жовтня 1931 почалися випробування корабля, а 18 серпня цього ж року крейсер зарахували до складу Розвідувальних сил флоту. Перші роки служби корабель провів у численних походах, в тому числі з відвідуванням закордонних портів, у навчаннях флоту, проводив бойову підготовку. У липні 1934 «Лейпциг» спільно з крейсером «Кенігсберг» здійснює візит до Портсмут — перший візит кораблів ВМС Німеччини у Велику Британію з 1914. Час від часу «Лейпциг» був флагманським кораблем Розвідувальних Сил.
У 1935, після закінчення дії Версальських обмежень, на кораблі монтується авіаційне обладнання. З серпня по жовтень 1936, після ремонту в Вільгельмсхафені з березня по травень і в червні 1937 крейсер здійснював походи в іспанські води, де йшла Громадянська війна, в якій Німеччина підтримувала прихильників Франко. 15 і 18 червня крейсер був атакований невідомими підводними човнами.
З грудня 1938 по березень 1939 року корабель перебував у ремонті на корабельні «Дойче Верке» в Кілі. 23 березня у складі ескадри бере участь у приєднанні до Німеччини Мемеля (Клайпеди). 23 серпня (за іншими даними, 24 серпня) 1939 "Лейпциг"розпочав блокаду польського узбережжя.

### Друга світова війна
У початковий період війни крейсер займався різного роду мінними постановками, пошуком ворожих і нейтральних судів з контрабандою в складі різних з'єднань надводних кораблів. Під час однієї з загороджувальних операцій 13 грудня 1939 крейсер був торпедований британської підводним човном «Salmon» і отримав серйозні пошкодження.
27 лютого 1940 «Лейпциг» виключили зі списків флоту, але було ухвалено рішення відновлювати його як навчальний крейсер. З нього зняли 4 котли, замість них обладнали кубрики для курсантів. Швидкість ходу в результаті впала до 14 вузлів. 1 грудня 1940 «Лейпциг» знову увійшов до складу флоту, його приписують до артилерійської і торпедної шкіл.
У червні — липні 1941 крейсер перебував, разом з іншими бойовими кораблями Крігсмаріне, в норвезьких водах, а у вересні 1941 року увійшов до складу південної групи з'єднання, що отримав назву «Балтійський флот», що базується в Лієпаї. Метою його стало недопущення відходу радянських кораблів у Швецію в разі їх прориву з Ленінграда. Після розформування з'єднання, наприкінці вересня брав участь в обстрілі радянських позицій на Моонзундских островах. Під час цього завдання зазнав торпедної атаки, найімовірніше, з боку радянської підводного човна «Щ-319» капітан-лейтенанта Н. С. Агашіна. У жовтні корабель повертається до виконання обов'язків навчального крейсера.
4 березня 1943 «Лейпциг» виключили зі списків флоту зі спуском військово-морського прапора. 1 серпня цього ж року знову ввійшов у лад як навчальний корабель для рульових і штурманів. 15 жовтня 1944 тяжко пошкоджений в результаті зіткнення з важким крейсером «Принц Ойген», після чого виключений зі списків флоту і перетворений на несамохідний навчальний корабель.
У березні 1945 крейсер обстрілював наступаючі радянські війська, 25 березня «Лейпциг» пішов з рейду Хела на захід, везучи з собою близько 500 біженців і поранених. Перехід проходив на дизелях з невеликою швидкістю. Попри загрозу з боку радянської авіації і підводних човнів, «Лейпциг» щасливо добрався до району на північ Фленсбурга.
Після капітуляції Німеччини деякий час служив як плавуча казарма в Вільгельмсхафені. 20 липня 1946 року «Лейпциг» був затоплений в точці з координатами 57° 53'N/06° 13'E.

## Командири
- Капітан-цур-зее Ганс-Герберт Штобвассер (8 жовтня 1931 — 24 вересня 1933)
- Фрегаттен-капітан/капітан-цур-зее Отто Гормель (25 вересня 1933 — 29 вересня 1935)
- Фрегаттен-капітан/капітан-цур-зее Отто Шенк (30 вересня 1935 — жовтень 1937)
- Капітан-цур-зее Вернер Левіш (жовтень 1937 — квітень 1939)
- Капітан-цур-зее Гайнц Нордманн (квітень 1939 — лютий 1940)
- Капітан-цур-зее Вернер Штіхлінг (1 грудня 1940 — серпень 1943)
- Капітан-цур-зее Фрідріх Шмітт (серпень-вересень 1942)
- Капітан-цур-зее Вальдемар Вінтер (25 вересня 1942 — 18 лютого 1943)
- Фрегаттен-капітан Йоахім Асмус (лютий-березень 1943)
- Капітан-цур-зее Вальтер Гюльземанн (1 серпня 1943 — 25 серпня 1944)
- Капітан-цур-зее Генріх Штерель (6 серпня — листопад 1944)
- Корветтен-капітан Гаген Кюсфер (листопаді 1944 — січень 1945)
- Корветтен-капітан Вальтер Бах (січень-грудень 1945)